# IDWパブリッシング
IDWパブリッシング（IDW Publishing）とは、アメリカの漫画出版社である。

## 概要
1999年に設立され、ハズブロと契約し「トランスフォーマー (IDW版)」や「マイリトルポニー〜トモダチは魔法〜」を出版している。2013年からはカートゥーン ネットワークとも契約し「パワーパフガールズ」などのカートゥーン ネットワーク作品を出版。

## 現在出版中の漫画
- トランスフォーマー (IDW版)（2005年 - 2022年）
- ティーンエイジ・ミュータント・ニンジャ・タートルズ (リブート)（2011年 - ）
- マイリトルポニー〜トモダチは魔法〜（2012年11月 - ）
- パワーパフガールズ[1]（2013年9月 - ）
- ベン10（2013年 - ）
- サムライジャック（2013年 - ）
- ジョニー・ブラボー（2013年 - ）
- ジェネレーター・レックス（2013年 - ）
- ソニック・ザ・ヘッジホッグ (IDW版)（2018年 - ）
- 兎用心棒 （2018年 - ）

## 映像化作品

### ドラマシリーズ
| 題名                                       | シーズン | 話数 | 配信日（米国） | 配信日（米国） | 配信局  |
| 題名                                       | シーズン | 話数 | シーズン初回   | シーズン最終回 | 配信局  |
| ------------------------------------------ | -------- | ---- | -------------- | -------------- | ------- |
| オクトーバー・ファクション October Faction | 1        | 10   | 2020年1月23日  | 2020年1月23日  | Netflix |
| ロック&キー Locke & Key                    | 1        | 10   | 2020年2月7日   | 2020年2月7日   | Netflix |

## 関連
- ハズブロ
- カートゥーン ネットワーク